# Клементьевский сельский округ (Московская область)
Клементьевский сельский округ — упразднённая административно-территориальная единица, существовавшая на территории Можайского района Московской области в 1994—2006 годах.
Клементьевский сельсовет был образован в первые годы советской власти. По данным 1919 года он входил в состав Клементьевской волости Рузского уезда Московской губернии.
27 февраля 1922 года Клементьевская волость была передана в Можайский уезд.
В 1926 году к Клементьевскому с/с был присоединён Новинковский с/с, но уже в 1927 году он был выделен обратно.
В 1926 году Клементьевский с/с включал село Клементьево, деревню Новинки и хутор Александровский.
В 1929 году Клементьевский сельсовет вошёл в состав Можайского района Московского округа Московской области. При этом к нему вновь был присоединён Новинковский с/с.
25 декабря 1930 года Мособлсовет и Мособлисполком предложили образовать на территории сельсовета рабочий посёлок Клементьево, но ВЦИК с этим предложением не согласился.
5 апреля 1936 года к Клементьевскому с/с было присоединено селение Ратчино упразднённого Ратчинского с/с.
25 января 1952 года из Клементьевского с/с в Вяземский сельсовет было передано селение Ратчино.
14 июня 1954 года к Клементьевскому с/с был присоединён Макаровский с/с.
7 августа 1958 года к Клементьевскому с/с был присоединён Настасьинский с/с (селения Васюково, Маклаково и Настасьино).
21 мая 1959 года к Клементьевскому с/с были присоединены селения Бели, Збышки, Перещапово и Ханево упразднённого Аксановского с/с.
20 августа 1960 года к Клементьевскому с/с был присоединён Павлищевский с/с.
1 февраля 1963 года Можайский район был упразднён и Клементьевский с/с вошёл в Можайский сельский район. 11 января 1965 года Клементьевский с/с был возвращён в восстановленный Можайский район.
24 октября 1973 года из Клементьевского с/с был выделен Павлищевский с/с. В его состав были переданы селения Бели, Бурцево, Воронцово, Вяземское, Гавшино, Долгинино, Збышки, Макарово, Неровново, Новосёлки, Павлищево, Перещапово, Петрово, Прудня, Пуршево, Ратчино, Сергово, Топорово, Ханево, Холдеево, Шеломово и Шишиморово.
8 июля 1975 года в Клементьевском с/с был образован посёлок Лесной.
3 февраля 1994 года Клементьевский с/с был преобразован в Клементьевский сельский округ.
9 августа 2002 года в Клементьевском с/о посёлок совхоза «Клементьево» был присоединён к деревне Клементьево.
В ходе муниципальной реформы 2004—2005 годов Клементьевский сельский округ прекратил своё существование как муниципальная единица. При этом все его населённые пункты были переданы в сельское поселение Клементьевское.
29 ноября 2006 года Клементьевский сельский округ исключён из учётных данных административно-территориальных и территориальных единиц Московской области.